# Anna Behlmer
Anna Behlmer (ur. 1961) – amerykańska telewizyjna i filmowa inżynier dźwięku. Dziesięciokrotnie nominowana do Oscara; dzięki nominacji dla filmu Braveheart. Waleczne serce (1996) stała się pierwszą kobietą, która była nominowana w kategorii Najlepszy Dźwięk.
Jest absolwentką California State University, Northridge. Inżynierią dźwięku zainteresowała się za sprawą swojego chłopaka, który był dźwiękowcem. Pierwszą jej pracą w filmie było czyszczenie sprzętu dla Paramount na planie seriali Laverne & Shirley i Happy Days. Dzięki tej pracy Behlmer mogła dostać legitymację związkową (bez niej nie mogła pracować przy inżynierii dźwięku). Od tego czasu zaczęła swoją karierę w przemyśle filmowym. Pracowała przy ok. 150 projektach.

## Nagrody i nominacje

### Nominacje do Oscara
- 1996 - za Braveheart. Waleczne serce[4] (Najlepszy Dźwięk)
- 1997 - za Evitę[5] (Najlepszy Dźwięk)
- 1998 - za Tajemnice Los Angeles[6] (Najlepszy Dźwięk)
- 1999 - za Cienką czerwoną linię[7] (Najlepszy Dźwięk)
- 2002 - za Moulin Rouge[8] (Najlepszy Dźwięk)
- 2004 - za Ostatniego samuraja (Najlepszy Montaż Dźwięku) i Niepokonanego Seabiscuita (Najlepszy Montaż Dźwięku)[9]
- 2006 - za Wojnę światów[10] (Najlepszy Montaż Dźwięku)
- 2007 - za Krwawy diament (Najlepszy Montaż Dźwięku)
- 2010 - za Star Trek (Najlepszy Montaż Dźwięku)[11]

Inne nominacje i nagrody
Bahlmer otrzymała 12 nominacji do nagród Cinema Audio Society, sześć nominacji do nagrody BAFTA (z czego trzy nominacje poskutkowały nagrodą), pięć nominacji do Nagrody Satelita. W 2018 Bahlmer została też pierwszą kobietą, która otrzymała nagrodę Cinema Audio Society za całokształt twórczości (CAS Career Achievement Honor).